# Cantone di Cognac-Sud
Il Cantone di Cognac-Sud era una divisione amministrativa dell'arrondissement di Cognac.
A seguito della riforma approvata con decreto del 20 febbraio 2014, che ha avuto attuazione dopo le elezioni dipartimentali del 2015, è stato soppresso.

## Composizione
Comprendeva parte della città di Cognac e i comuni di:
- Ars
- Châteaubernard
- Gimeux
- Javrezac
- Louzac-Saint-André
- Merpins
- Saint-Laurent-de-Cognac